# Джабгукет
Джабгукет — древний город, существовавший и в средние века. Как описывается в «Худуд аль-алам», это красивый город, где некогда был военный лагерь области Чач. Он находился в 2 фарсахах (12—14 километров) выше столицы Чачской области города Бинкета (Ташкента), то есть на его северо-восточной стороне. Как полагал В. В. Бартольд, Джабгукет располагался на месте бывшей крепости Ниязбек. Название этого города тюркского происхождения: слово джабгу или ябгу — древнетюркский титул со значением «государь» и вообще титул верховного правителя у западных тюрков. Следовательно, Джабгукет — город джабгу, местопребывание джабгу.